# جوزفين جوزيف
جوزفين جوزيف (بالألمانية: Josephine Joseph)‏ هي لاعبة سيرك ‏
وممثلة نمساوية، ولدت في 4 يوليو 1891 في النمسا، وتوفيت في 4 يوليو 1966 في الولايات المتحدة.

## أعمال

### أفلام
- (1932) فريكس

## وصلات خارجية
- جوزفين جوزيف على موقع IMDb (الإنجليزية)
- جوزفين جوزيف على موقع قاعدة بيانات الأفلام السويدية (السويدية)
- جوزفين جوزيف على موقع قاعدة بيانات الفيلم (الإنجليزية)